# Chiesa di San Pietro Apostolo (Manzano)
La chiesa di San Pietro Apostolo si trova a Rosazzo, frazione di Manzano, e fa parte dell'abbazia di Rosazzo.

## Storia
Intorno al 960 sul colle di Rosazzo si insediarono alcuni monaci agostiniani, che, nel 1070 aprirono al culto la primitiva chiesa di San Pietro.
Dopo circa un ventennio l'abbazia e la chiesa furono date in commenda ai monaci benedettini, grazie ai quali l'importanza dell'abbazia e della chiesa crebbero in maniera esponenziale.
Nel 1245 papa Innocenzo IV decise di rendere la chiesa e l'abbazia indipendenti da ogni diocesi e le rese immediatamente soggette alla Santa Sede.
Nel 1509 un incendio devastò il complesso abbaziale, danneggiando gravemente la chiesa.
Nel 1522 la chiesa passò in mano ai monaci domenicani, grazie ai quali la chiesa e l'abbazia rinacquero.
Dal 1773 l'arcivescovo di Udine si fregia del titolo di abate-pievano.

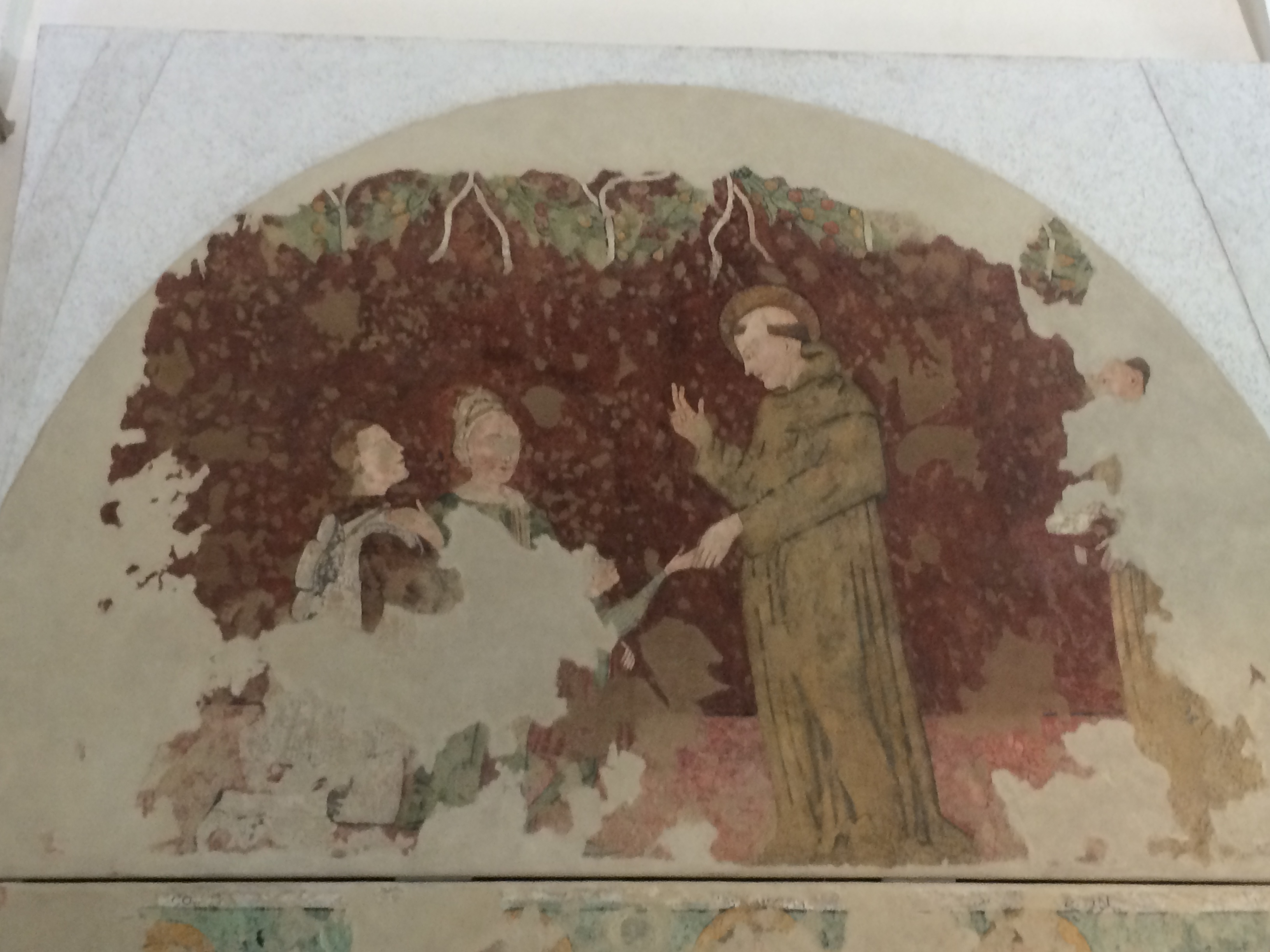
Affresco proveniente dalla distrutta chiesa di Sant'Antonio di Padova in località Sant'Eliseo di Pers, qui trasferito con gli altri lacerti di affreschi.

## Descrizione
L'edificio risponde ai canoni dell'architettura romanica e porta i segni delle varie ricostruzioni avvenute nel tempo, dal Cinquecento all'Ottocento. La facciata è a salienti e appare come un paramento omogeneo in blocchi di pietra a vista, sul quale si aprono solamente il portale d'ingresso, il rosone sovrastante e due bifore ai lati. All'interno si sviluppa su una pianta a tre navate.
Vi si conservano degli affreschi di Francesco India, detto il Moro o anche Torbido, risalenti tutti al 1535. Di fattura posteriore sono invece gli altari laterali, risalenti alla seconda metà del Settecento, opera degli scultori udinesi Giovanni e Giuseppe Mattiussi. Della stessa epoca sono le varie statue che adornano la chiesa.